# Рейсс, Майк
Майк Рейсс (англ. Mike Reiss, родился 15 сентября 1959 года) — американский сценарист комедийных фильмов. Сценарист и продюсер мультсериала «Симпсоны» и один из создателей мультсериала «The Critic». Также работал над сценариями: «Ледниковый период 3: Эра динозавров», «Симпсоны в кино» и «Моё большое греческое лето».

## Биография
Родился в еврейской семье в Бристоле, штат Коннектикут. Имеет русские корни по материнской линии. В семье где было 5 детей, отец был врачом, а мать домохозяйкой.

## Карьера

### Работа с Джином
Рейсс сотрудничал с Элом Джином. Начал свою карьеру на телевидении в 1980-х. В течение этого периода Рейсс и Джин работали в качестве авторов и продюсеров, на телевизионных шоу, таких как «The Tonight Show Starring Johnny Carson» (1984—1986), «Альф», и «It's Garry Shandling's Show».
В 1989 году Рейсс был приглашен вместе с Джином продюсеры мультсериала «Симпсоны». Они стали контролировать создание «Симпсонов» в начале третьего сезона (1991).

## Личная жизнь
Сейчас живёт в Нью-Йорке со своей женой Дениз. Рейс является атеистом.

## Фильмография

### Режиссёр
- 1999 — Голубой утенок / Queer Duck

### Продюсер
- 1989—2010 — Симпсоны / The Simpsons
- 1997—1998 — Teen Angel / Teen Angel
- 1999 — Голубой утенок / Queer Duck
- 2001—2002 — Облонги / The Oblongs
- 2006 — Голубой утенок / Queer Duck: The Movie

### Сценарист
- 2012 — Ледниковый период 4: Континентальный дрейф / Ice Age: Continental Drift
- 2009 — Ледниковый период 3: Эра динозавров / Ice Age: Dawn of the Dinosaurs
- 2009 — Моё большое греческое лето / My Life in Ruins
- 2008 — Выживание Сида / Surviving Sid
- 2007 — Симпсоны в кино / The Simpsons Movie
- 2006 — Голубой утенок / Queer Duck: The Movie
- 1999 — Голубой утенок / Queer Duck
- 1989—2010 — Симпсоны / The Simpsons
- 1986—1990 — Кувалда / Sledge Hammer!
- 1986—1990 — Альф / ALF

### Актёр
- 2005 — Голый монстр / The Naked Monster / Oil Can Guzzler

### Актёр: Играет самого себя
- 2010 — The Simpsons 20th Anniversary Special - In 3-D! On Ice!